# Общероссийский день библиотек
Общероссийский День библиотек — праздник работников российских библиотек. Отмечается ежегодно 27 мая.

## История праздника
Праздник официально (на государственном уровне) установлен 27 мая 1995 года Указом президента Российской Федерации Бориса Николаевича Ельцина по инициативе директора Российской национальной библиотеки, президента Российской библиотечной ассоциации Владимира Николаевича Зайцева.
В Указе № 539 «Об установлении общероссийского Дня библиотек» отмечены:

…большой вклад российских библиотек в развитие отечественного просвещения, науки и культуры и необходимость дальнейшего повышения их роли в жизни общества…

.
Там же объясняется, почему выбор даты для общероссийского Дня библиотек был остановлен именно на 27 мая:

…отмечать его 27 мая, приурочив эту дату ко дню основания в 1795 году первой государственной общедоступной библиотеки России — Императорской публичной библиотеки, ныне Российской национальной библиотеки.

Правительству Российской Федерации, органам исполнительной власти субъектов Российской Федерации и органам местного самоуправления было рекомендовано президентом Ельциным:

…проведение в рамках Дня библиотек мероприятий, направленных на повышение роли книги в социально-политической и историко-культурной жизни населения Российской Федерации, а также на решение проблем, связанных с развитием библиотек.

## Интересные факты
- В 1902 году, чуть более века спустя, после того, как Екатериной II была основана Императорская публичная библиотека, в Кыргызстане была открыта первая общедоступная библиотека. Произошло это в тот же день григорианского календаря — 27 мая. Постановлением Правительства Кыргызской Республики от 17 июня 2008 года № 308 этот день был объявлен в стране как День библиотек Кыргызстана и, начиная с 2009 года, работники библиотек Кыргызстана и России отмечают этот праздник одновременно.
- В 2009 году, также 27 мая, в Санкт-Петербурге в здании Синода была открыта Президентская библиотека имени Б. Н. Ельцина, где использованы самые современные цифровые технологии.